# Friedrich von Gärtner

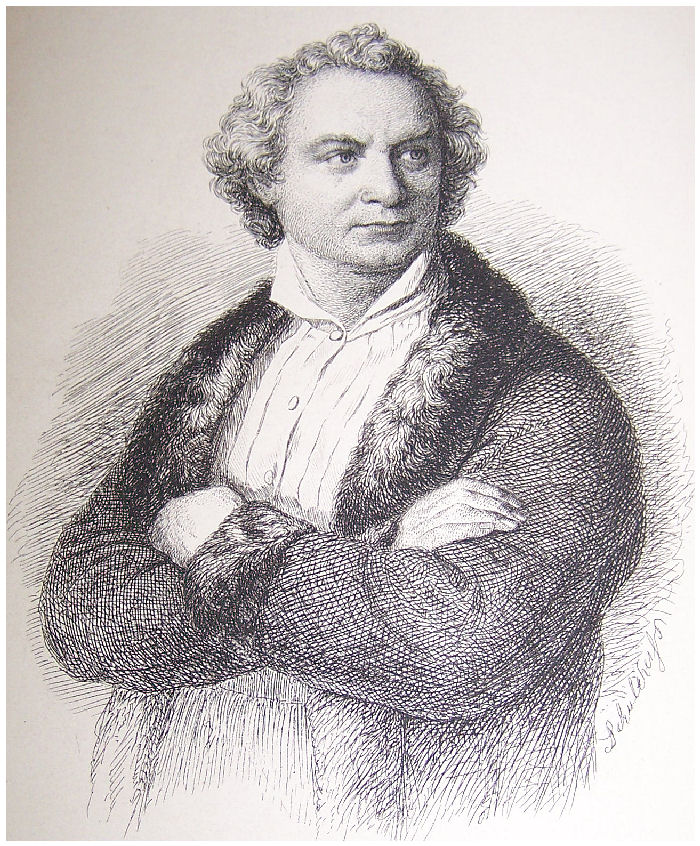
Friedrich von Gärtner, từ cuốn sách của Hans Moninger, 1882

Friedrich Wilhelm von Gärtner (* 10 tháng 12 1791 ở Koblenz; † 21 tháng 4 1847 ở München) là một nhà kiến trúc người Đức. Bên cạnh Leo von Klenze ông được xem là một trong những nhà xây cất quan trọng nhất trong Vương quốc Bayern dưới thời Ludwig I

## Tiểu sử
Cha mẹ Gärtner là kiến trúc sư Johann Andreas Gärtner (1744–1828) và vợ là Barbara Sachs (1765–1818). Cha ông đã tham dự vào cuộc xây dựng lâu đài tuyển hầu tước ở Koblenz. 1809 Friedrich von Gärtner theo học tại Kunstakademie ở München. 1812 ông chuyển tới Paris và học ở đó cho tới 1814. Kế tiếp ông trải qua nhiều năm ở Roma, Napoli và đảo Sicilia. Những kinh nghiệm và quan sát trong thời gian này được ông công bố 1819 bộ sưu tầm hình in thạch bản có phê bình Ansichten der am meisten erhaltenen Monumente Siziliens (Quan cảnh các tượng kỷ niệm ở Sicilia). Trong cùng năm ông được phong làm làm giáo sư về nghệ thuật xây cất ở Kunstakademie München. Ngoài môn dạy này ông còn điều hành với tư cách là giám đốc Porzellanmanufaktur Nymphenburg (Công ty thủ công nghệ đồ xứ) và viện sơn kính.

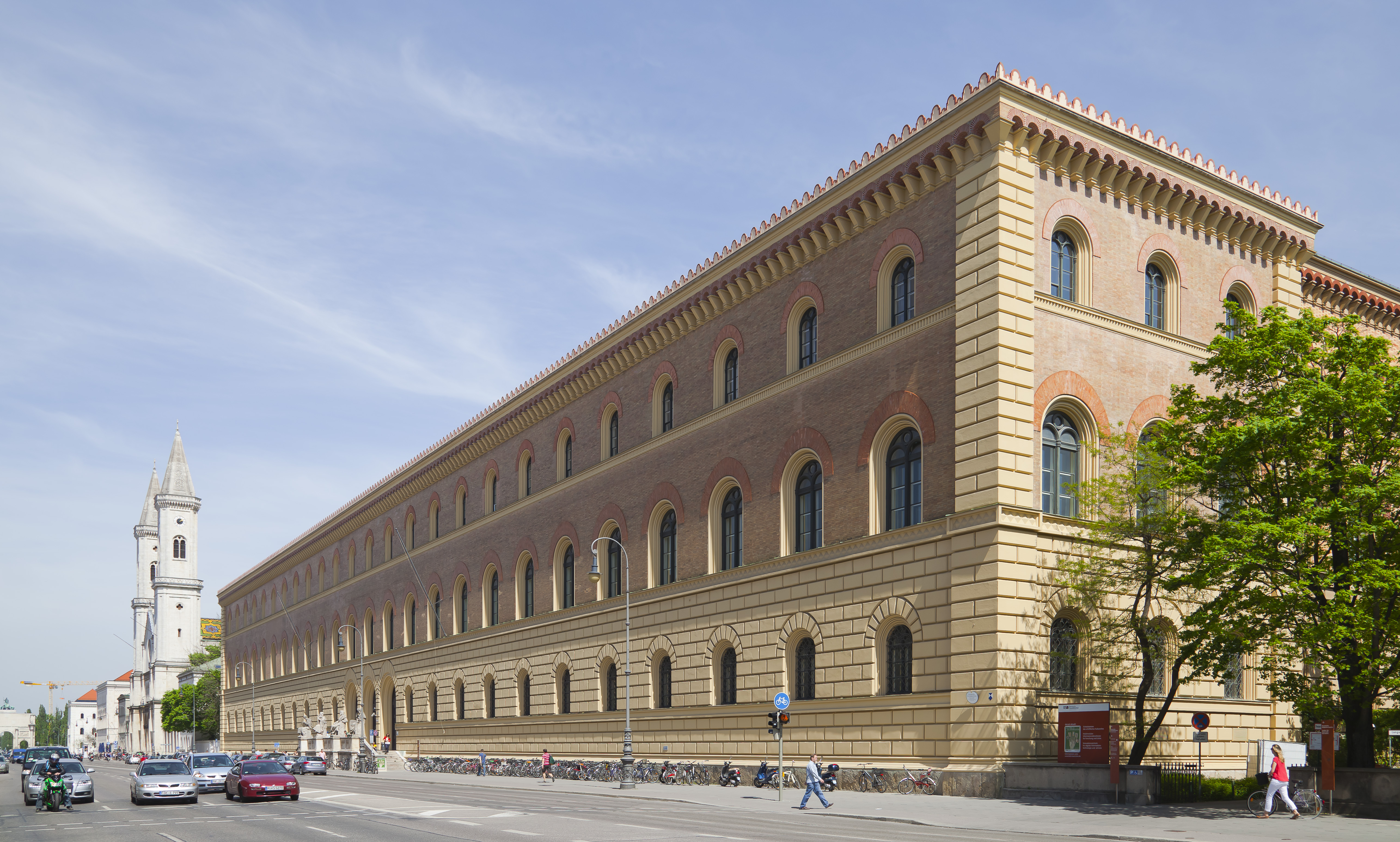
mặt tiền của Thư viện Bang Bayern, 2011

Quan trọng cho sự nghiệp của ông như là một kiến trúc sư là việc ủy nhiệm thiết kế một tòa nhà mới cho Thư viện Tiểu bang Bavaria và Văn khố (nay là Thư viện Tiểu bang Bavaria) 1827, nhưng chỉ có thể được bắt đầu 1832. Kể từ đó Gärtner được sự tin tưởng đặc biệt của nhà vua, người đưa ông ta trong giai đoạn tiếp theo, việc quy hoạch cho việc tiếp tục đoạn phía bắc của đường Ludwig ở München. Theo đề nghị của Peter Cornelius, Gärtner bắt đầu 1829 với việc xây dựng nhà thờ Ludwig.
Được bổ nhiệm làm cố vấn cao cấp về xây dựng và tổng thanh tra các di tích kiến trúc và điêu khắc của Bayern, ông đã tiếp quản công tác quản lý của một số công trình xây dựng công cộng. Năm 1840 ông được phong tước quý tộc và đi với một đoàn tùy tùng gồm các nhà xây dựng và họa sĩ tới Athens, để xây dựng và trang hoàng cung điện hoàng gia theo thiết kế của mình. Trở về nước ông tu bổ một số công trình bao gồm nhà thờ ở Bamberg. Năm 1842 ông bắt đầu việc xây dựng Phòng Giải phóng (Befreiungshalle) ở Kelheim, nhưng mất trước khi hoàn thành. Tòa nhà được Leo von Klenze tu sửa lại và hoàn thành theo lệnh của nhà vua. Cũng trong năm 1842 ông được bổ nhiệm làm giám đốc của Học viện München. Trong cùng năm đó ông bắt đầu với việc mở rộng Nghĩa trang phía Nam Cũ tại München, nơi ông thiết kế với 175 vòm theo phong cách Ý của Campo Santo, như ở Bologna.

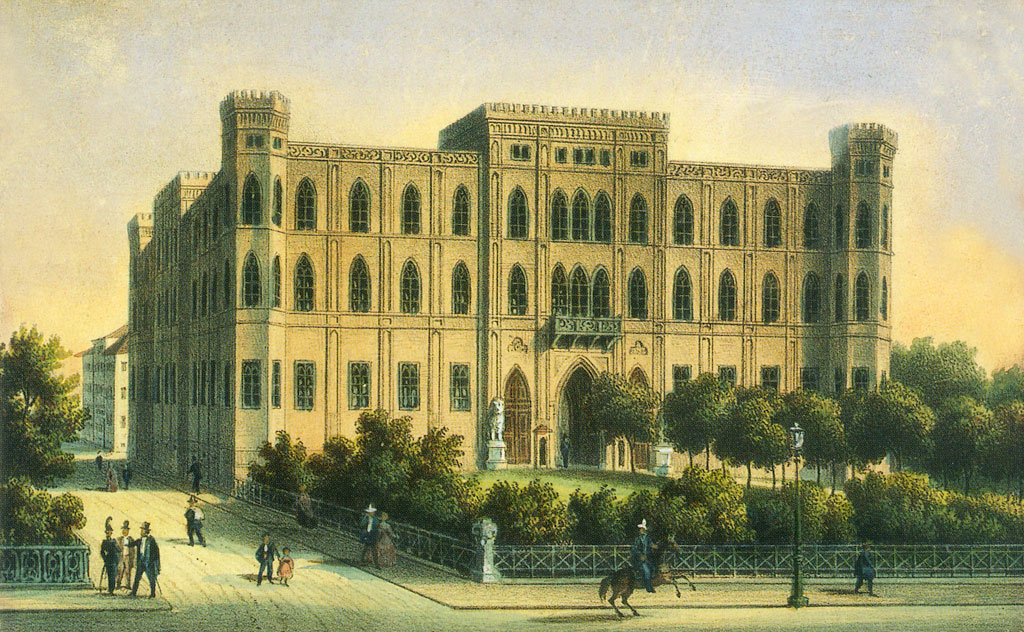
Wittelsbach Palace (đã bị phá hủy)
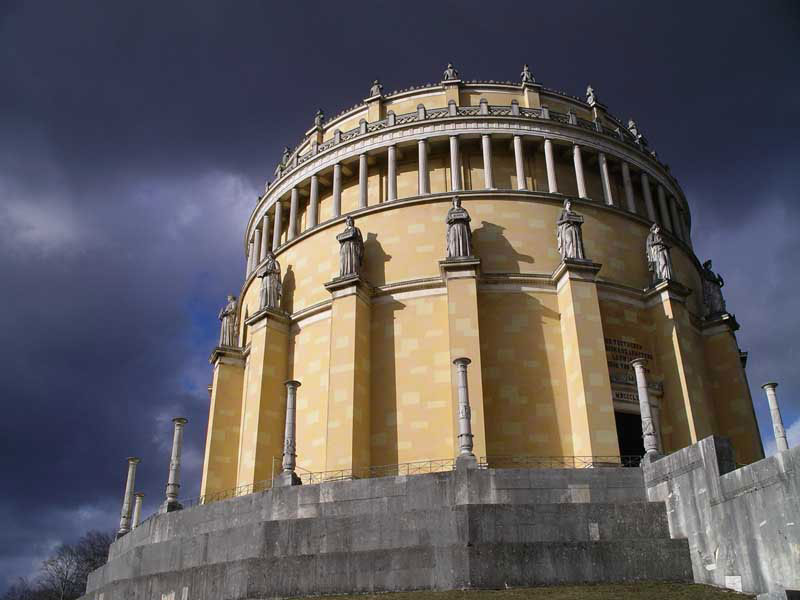
Befreiungshalle
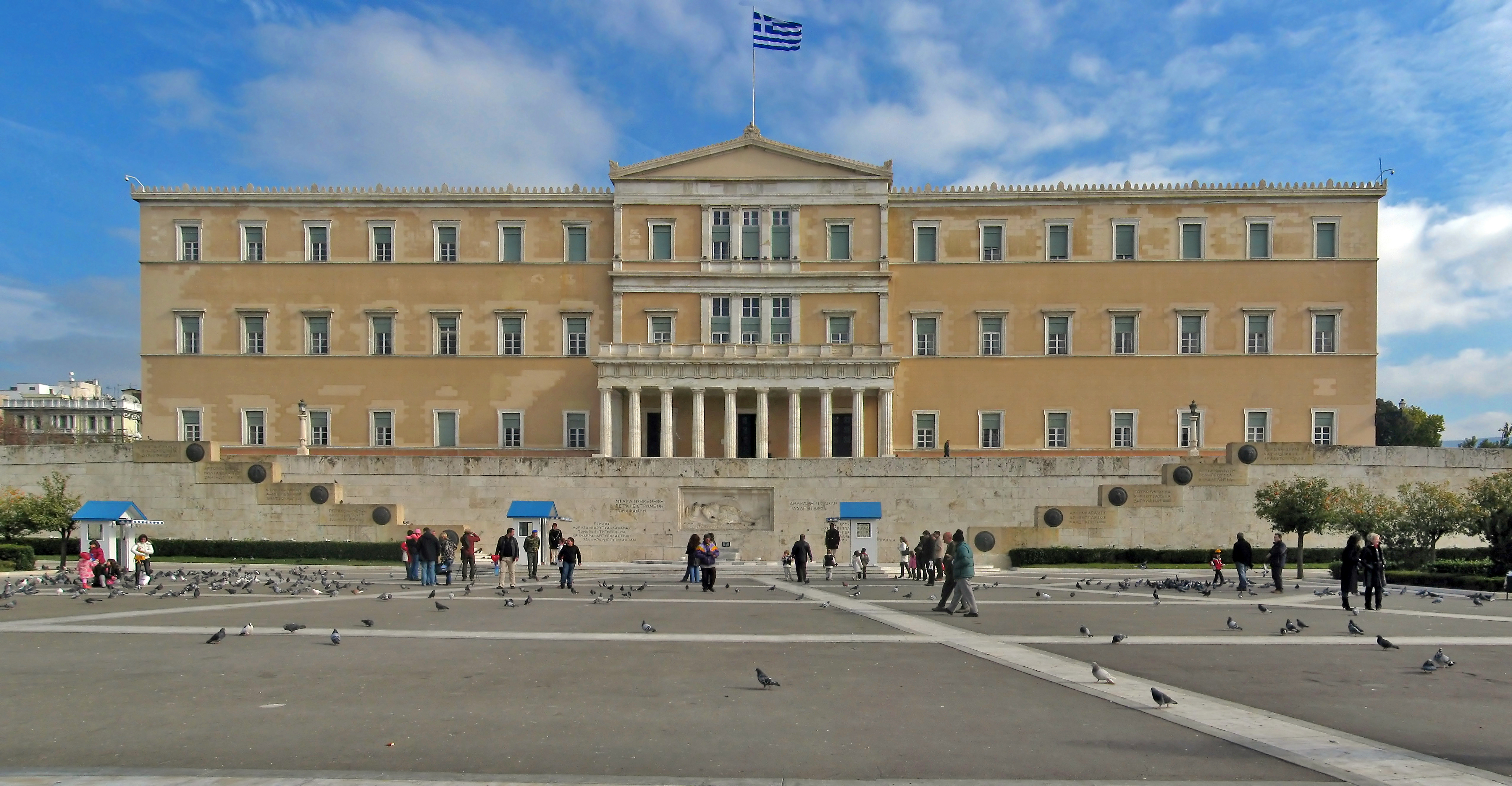
Tòa nhà quốc hội Hy Lạp ở Athens
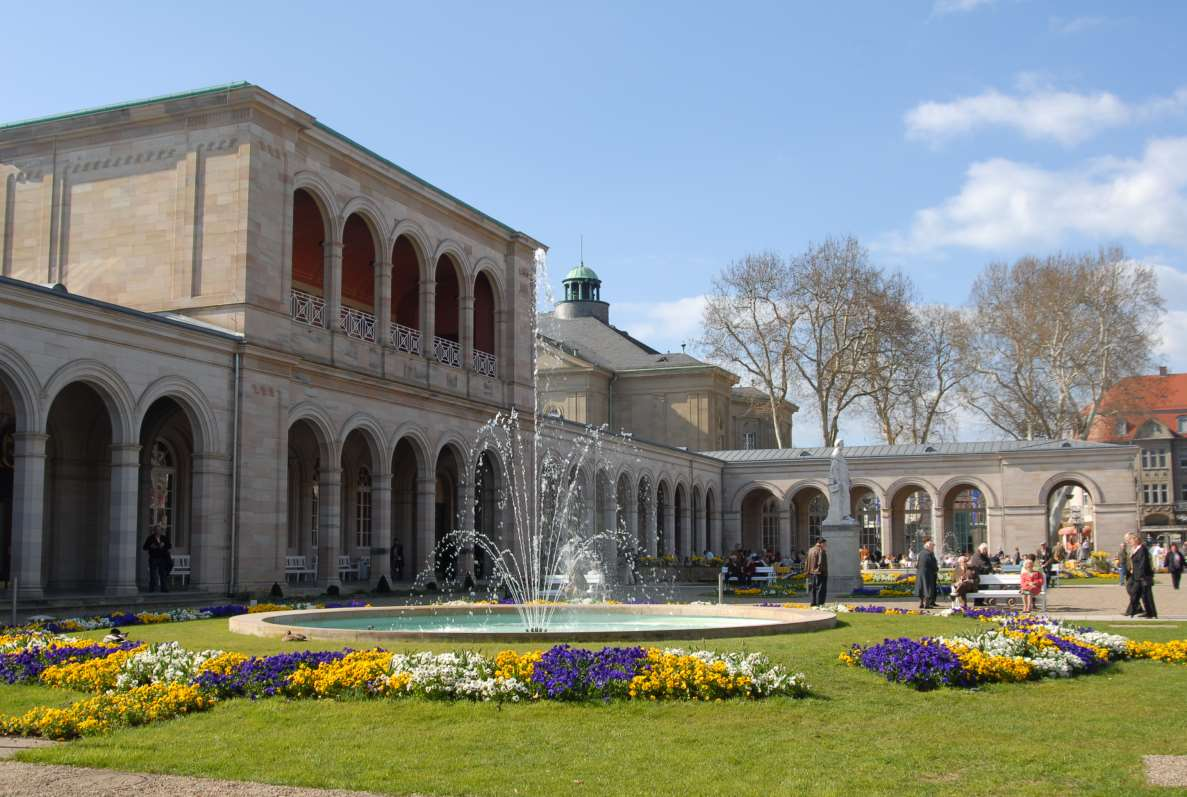
Arcades ở Bad Kissingen